# Межиріччя (лісовий заказник)
Межирі́ччя — лісовий заказник місцевого значення в Україні. Об'єкт природно-заповідного фонду Житомирської області. 
Розташований на території Коростенського району Житомирської області, на захід від села Межирічка. 
Площа 274 га. Статус надано згідно з рішенням сесії облради V скликання від 11.06.2010 року № 1138. Перебуває у віданні ДП «Коростенський лісгосп АПК» (Коростенське л-во, кв. 16, вид. 7, 11, 12, 13, 14, 16, кв. 17, кв. 21). 
Статус надано для збереження мальовничого природного комплексу в межиріччі Ужа і Шестені. Зростає кілька невеликих лісових масивів, на берегах річок є гранітні скелі, заплави порослі вологолюбною рослинністю, серед яких трапляються рідкісні види. 